# Dermacentor halli
Dermacentor halli är en fästingart som beskrevs av McIntosh 1931. Dermacentor halli ingår i släktet Dermacentor och familjen hårda fästingar. Inga underarter finns listade i Catalogue of Life.